# Papsdorf (Grimma)
Papsdorf ist ein zur Ortschaft Leipnitz der Großen Kreisstadt Grimma gehöriges Dorf im Landkreis Leipzig in Sachsen. Es wurde am 1. Oktober 1935 nach Kuckeland eingemeindet, mit dem es am 1. Januar 1973 zu Leipnitz kam. Als Ortsteil von Leipnitz kam Papsdorf am 1. Januar 1994 zur Gemeinde Thümmlitzwalde, die am 1. Januar 2011 mit der Stadt Grimma fusionierte. Seitdem gehört Papsdorf zur Ortschaft Leipnitz der Stadt Grimma.

## Geographie

### Geographische Lage und Verkehr
Papsdorf liegt an der K8331 zwischen Frauendorf und Kuckeland. Südlich des Orts befindet sich der Thümmlitzbach.

### Nachbarorte
|         | Pöhsig                                      |            |
| Zeunitz | Kompassrose, die auf Nachbargemeinden zeigt | Frauendorf |
|         | Kuckeland                                   |            |

## Geschichte
Urkundlich wurde Papsdorf 1378 das erste Mal als „Popstorf, Pabsdorff“ genannt. Weitere Nennungen waren:
- 1390: Popstorf
- 1403: Poppisstorf
- 1419/20: Poppßdorff, Popßdorff
- 1514/46: Bopsdorff
- 1516: Papßdorff

Bezüglich der Grundherrschaft war Papsdorf bis 1856 ein Amtsdorf im kurfürstlich-sächsischen bzw. königlich-sächsischen Amt Leisnig. Es bildete mit den Nachbarorten Frauendorf und Kuckeland eine Leisniger Exklave zwischen dem Erbamt Grimma und dem Amt Colditz. Bei den im 19. Jahrhundert im Königreich Sachsen durchgeführten Verwaltungsreformen wurden die Ämter aufgelöst. Dadurch kam Papsdorf im Jahr 1856 unter die Verwaltung des Gerichtsamts Leisnig und 1875 an die neu gegründete Amtshauptmannschaft Döbeln. Kirchlich gehört Papsdorf seit jeher zu Leipnitz.
Am 1. Oktober 1935 wurde Papsdorf gemeinsam mit dem Nachbarort Frauendorf nach Kuckeland eingemeindet. Durch die zweite Kreisreform in der DDR im Jahr 1952 wurde Papsdorf als Teil der Gemeinde Kuckeland dem Kreis Grimma im Bezirk Leipzig angegliedert. Am 1. Januar 1973 erfolgte die Eingliederung der Gemeinde Kuckeland nach Leipnitz, welche seit 1990 zum sächsischen Landkreis Grimma gehörte, der 1994 im Muldentalkreis bzw. 2008 im Landkreis Leipzig aufging.
Durch den Zusammenschluss der Gemeinden Böhlen, Dürrweitzschen, Leipnitz, Ragewitz und Zschoppach wurde Papsdorf am 1. März 1994 ein Ortsteil der Gemeinde Thümmlitzwalde. Am 1. Januar 2011 fusionierte diese mit der Großen Kreisstadt Grimma. Seitdem ist Papsdorf einer von sechs Ortsteilen der Grimmaer Ortschaft Leipnitz.

### Entwicklung der Einwohnerzahl
| Jahr    | Einwohnerzahl                         |
| ------- | ------------------------------------- |
| 1548/51 | 5 besessene Mann, 3 Inwohner, 8 Hufen |
| 1764    | 5 besessene Mann, 8 Hufen             |
| 1834    | 140                                   |

| Jahr | Einwohnerzahl |
| ---- | ------------- |
| 1871 | 99            |
| 1890 | 101           |
| 1910 | 99            |

| Jahr | Einwohnerzahl |
| ---- | ------------- |
| 1925 | 84            |